# الظهيتين (عبس)

تعديل مصدري - تعديل

الظهيتين هي إحدى قرى عزلة بني حسن بمديرية عبس التابعة لمحافظة حجة، بلغ تعداد سكانها 33 نسمة حسب تعداد اليمن لعام 2004.